# Tetrasida weberbaueri
Tetrasida weberbaueri är en malvaväxtart som först beskrevs av Oskar Eberhard Ulbrich, och fick sitt nu gällande namn av P.A. Fryxell och F.J. Fuertes Aguilar. Tetrasida weberbaueri ingår i släktet Tetrasida och familjen malvaväxter. Inga underarter finns listade i Catalogue of Life.